# Sesgo político
El sesgo político es la alteración de la información con el fin de hacer que un candidato o una ideología política parezcan más atractivos. Este fenómeno, estrechamente relacionado con los sesgos mediáticos, generalmente se refiere a la manera en que los medios de comunicación o los periodistas cubren a los candidatos y temas políticos.
El sesgo se manifiesta en el contexto político cuando los individuos muestran incapacidad o falta de motivación para entender puntos de vista diferentes a los propios. Este sesgo puede originarse en los juicios y pensamientos individuales, sin que se pueda determinar si los que comparten una posición política específica están más sesgados que los que tienen posturas contrarias.
El sesgo político no se limita a la presentación o comprensión de puntos de vista favorables a un político o partido, sino que también influye en las interacciones entre individuos y los resultados políticos derivados de esas interacciones. La prevalencia del sesgo político impacta de manera significativa en el comportamiento electoral y en los resultados políticos. Al estudiar el sesgo político, se puede comprender su efecto sobre la neutralidad política. En consecuencia, muchos sostienen que la falta de neutralidad política es un resultado directo del sesgo político.